# Јурјев манастир
Јурјев манастир (рус. Свято-Юрьев монастырь) православни је мушки манастир Руске православне цркве. Налази се на око 5 километара јужније од средишта Великог Новгорода, на месту где из језера Иљмењ отиче река Волхов, на подручју Новгородског рејона Новгородске области, на северозападу европског дела Руске Федерације.
Некадашњи духовни центар Новгородске републике основан је 1030. године на иницијативу књаза Јарослава Мудрог, и сматра се једним од најстаријих хришћанских манастира на подручју Русије.
Манастир се налази на листи културног наслеђа Руске Федерације под бројем 5310045000, односно на листи листи светске баштине Унеска као део комплекса Историјски споменици Новгорода и околине. Насупрот манастира налази се археолошки локалитет из IX века Рјуриково городишче.

## Историјат
Према предању манастир је основан 1030. године на иницијативу тадашњег новгородског књаза Јарослава Мудрог по чијем крштеном имену је и добио име. Кнежево крштено име је било Георгиј, односно у руском језику је имало форму Јуриј, па отуда и Јурјев манастир. Прве грађевине у оквиру манастира биле су од дрвета, укључујући и главну саборну цркву посвећену Светом Георгију. Први пак писани подаци о манастиру потичу из 1119. године и односе се на једну повељу књаза Мстислава Великог којом је наложено да се дрвени храм замени грађевином од чврстог материјала, а радовима је управљао мајстор Петар који се сматра првим руским архитектом.
Године 1130. књаз Мстислав, тада већ велики кијевски књаз манастиру је на управу доделио знатне земљишне поседе. Тај документ писан на пергаменту којим се манастиру дарује земља сматра се најстаријим руским правним документом, и данас се чува у музеју у Великом Новгороду.
Није познато када су тачно подигнути заштитни зидови око манастира, али је познато да се први пут помињу у једном летопису из 1333. године. У периоду XII—XIII века Јурјев манастир је имао улогу државног манастира Новгородске републике, а управник манастира архимандрит Новгородски уједно је био и главни градски судија. Крајем XV века Јурјев манастир је имао огромно имање и сматрао се за најбогатији.
Након што је током 1770-их година извршена секуларизација црквених имања Јурјев манастир је изгубио велики део својих имања и за кратко време је готово опустео. Манастирски значај почео је поново да расте након што је 1822. на место надстојатеља дошао архимандрит Фотије Спаски који је имао јако добре односе са тадашњим императором Александром I Павловичем и грофицом Аном Орловом Чесменском која је у то време важила за најбогатијег властелина у земљи. Његовим доласком на чело манастира започели су обимни радови на реконструкцији и ширењу манастира. На ново је изграђен цео западни део манастира, укључујући и цркву Свих Светих, Спаски сабор, источни део са келијама за монахе, северни са храмом посвећеним Воздвиженију Часног Крста. У јужном делу саграђен је болнички комплекс и на послетку 1841. велики звоник по пројекту Карла Росија.
Нови проблеми за манастирско братство и сам манастир уследили су након Октобарске револуције у Русији 1917. године. Четири године касније манастиру је одузета сва имовина, а током наредних неколико година забрањен је рад свим манастирским црквама. До гдине 1928. опстала је једино црква Часног Крста, док је 5 преосталих манастирских храмова уништено. У периоду од 1932. до 1941. манастирски комплекс је служио као старачки дом. Потпуно уништење манастир је доживео током фашистичке окупације у Другом светском рату.
Након рата манастирски комплекс је служио углавном у цивилне сврхе и ту су се налазили стамбени објекти, пошта, трговине, средња школа и факултет, трговине и уметнички салон.
Манастир је враћен Руској православној цркви тек 1991. године након слома комунизма у Совјетском Савезу и од тада трају радови на његовој интензивној обнови и рестаурацији. Монашка заједница поново је успостављена 1995. године, док је 10 година касније 2005. године у оквиру манастира са радом почела и богословија.
Новгородски Јурјев манастир представља и важан извор историјских информација о средњовековном Новгороду, али и осталим руским земљама. У манастиру је настао чувени „Први новгородски летопис“ (рус. Новгородская первая летопись) који се детаљније бави историјским и другим подацима о том подручју у периоду између 1016. и 1471. године. Пергаменти тог летописа данас се чувају у националном историјском музеју у Москви.
- Примери
- Икона Светог Георгија, једна од најстаријих руских икона
- Устјушка Благовест
- Икона Светог Георгија из 1130.

## Манастирски комплекс

### Саборна црква Светог Георгија
Саборна црква Светог Георгија централни је храм манастирског комплекса Јурјевог манастира и у садашњем облику саграђена је 1119. године. Иницијатор њеног подизања био је велики књаз Мистислав I Владимирович, док је главни архитекта био извесни мајстор Петар који је такође саградио и Саборну цркву Светог Николе у Новгороду и Благовештењску цркву на Городишчу. Градња храма трајала је пуних 11 година, а чин освештења обавио је тадашњи новгородски епископ Јован 12. јула 1330. године. Храм је посвећен Светом Георгију.
По окончању градње храм је уједно постао и гробним местом настојатеља манастира, али и руских књажева и новгородских господара. У крипти храма су 1198. сахрањени синови новгородског књаза Јарослава Владимировича Изјаслав и Ростислав. Мајка и старији брат Александра Невског сахрањени су у крипти храма 1224. (Теодосија Мстиславна, монахиња Ефросинија) и 1233. (Фјодор Јарославич).
Током прве значајније рестаурације и обнове храма која је обављена током 1820-их и 1830-их година у знатној мери је уништен оригинални иконостас и фреске из XII века, а знатна оштећења на фрескама настала су и током радова 1898. године. Већина садашњег иконостаса је из 1902. године. Црква је заједно са манастиром затворена 1929, а богослужбена активност обновљена је тек 1991. године након што је манастирска имовина денационализована и враћена у посед цркве. Године 2014. у горњем делу храма пронађени су остаци оригиналних фресака из XII века и исте године започели су радови на њиховој обнови.
Саборна црква Светог Георгија је највећи објекат у оквиру манастирског комплекса. Дугачка је 26,8 метара, широка 18,3 метра, односно висока 32 метра. Грађена је у комбинацији камених блокова и црвене цигле. Кров је у оригиналној верзији храма имао полукружни облик и био је покривен оловом, а касније је замењен четвороводном формом која се одржала до данас. Црква има три асиметричне куполе покривене сребром, што је помало неуобичајено за руску православну архитекуру тог периода (уобичајено је било 5 купола од којих је једна симболисала Христа, а преостале 4 еванђелисте Матеју, Марка, Луку и Јована). Централна купола је највећа и она симболично представља Исуса Христа чији лик се налази осликан на плафону куполе, друга купола се налази у северозападном делу храма и унутар ње се налази мања келија за монахе до које воде уске степенице изнад припрате, док се трећа купола која је и најмања налази насупрот друге. Храм има три апсиде.

### Воздвижењски крстовдански сабор
Црква Воздвиженија Часног Крста налази се у североисточном делу манастирског комплекса. Саграђена је 1823. године за време архимандрита Фотија, на месту где је некада постојала црква која је изгорела у пожару 1810. године (та црква је била саграђена 1761. године).
Црква је четвороугаоног облика са 5 купола јарко плаве боје. Највећа купола налази се изнад централног дела храма, док су 4 мање распоређене по угловима. На куполама се налази укупно 208 осмокраких звезда златне боје. Након што је манастир затворен у време комунистичке владавине црква је претрпела значајна оштећења, а највише су страдали иконостас и фреске који су у потпуности уништени. Унутрашњост храма је данас окречена у белу боју. Током периода совјетске власти црквена зграда је кориштена као музеј, пошта, магацин за крупну робу и на послетку током 1990/91. као галерија за локалне уметнике.
У лето 2004. обављена је свеобухватна реконструкција цркве, а посебна пажња се посветила реконструкцији купола и крова. Замењена је целокупна кровна конструкција, а уведено је и даљинско грејање чиме је омогућен несметан рад објекта и током зимских месеци.

### Спасењски сабор
Храм се налази северозападно од централног манастирског храма. Године 1763. на неколико метара западније од Георгијевског храма била је саграђена камена црква Александра Невског и његовог брата Фјодора. Управник тог храма био је архимандрит Јоаникије I. Та црква је изгорела током великог пожара који је захватио манастир 1823. године, а на њеним темељима је исте године почела градња садашњег храма.
Црква је у почетку обједињавала две капелице (капелица Свете Ане и Фотија и Аниките), а 1830. је по пројекту новгородског државног архитекте уз западни део додата и припрата. Године 1836. у подрумском делу је уређена црквица посвећена Пресветој Богородици у којој су касније сахрањени архимандрит Фотије и ктиторка манастира Ана Орлова Чесмењска. Прва већа реконструкција храма обављена је током 1848/49. године.
Године 1936. су на иницијативу археолога и историчара Михаила Каргера уклоњене куполе уз образложење да су у архитектонском смислу урушавале изглед главног храма. Куполе су наново подигнуте тек у периоду између 2004. и 2007. године.

### Звоник
Звоник Јурјевог манастира грађен је у периоду између 1838. и 1841. године према пројекту Карла Росија. Изградњу која је завршена након смрти архимандрита Фотија финансирала је грофица Ана Орлова.
Звоник је висок 52 метра и у оригиналној верзији на врху се налазио сат, а време је означавало 17 мањих звона која су се налазила на трећем нивоу звоника. Испод њих налазило се још 15 звона. Највеће звоно носило је име „Несагорива купина“ (рус. Неопалимая купина) и тежило је 33,6 тона, док је друго по величини звоно „Крст“ имало тежину од 18,2 тоне. Укупна тежина свих звона износила је 77 тона. Звона су комунистичке власти 1932. уклониле са звоника и претопиле у челичанама, уз образложење да не поседују никакву музејску вредност, „а све за потребе индустријализације земље“.
Најмасивније звоно данас је Георгијевско, тешко је 1,380 килограма и високо 1,5 метара. На звонику данас постоји укупно 13 звона.

### Црква иконе Мајке Божије „Неопалимаја купина“
Црква посвећена икони Неопалимаја купина (у слободном преводу Несагоревајући грм) саграђена је 1828. године у јужном делу манастира. Посвећена је икони Неопалимаја купина која се у православној цркви сматра заштитницом од пожара (пошто је манастир током прошлости често био подложан катастрофалним пожарима). Према Библији Бог се јавио Мојсију на гори Синај у виду горућег грма који није сагоревао (Књига изласка 3:2).
Једнодомна је то грађевина са једном куполом сребрне боје. Затворена је за туристе и за богослужбене потребе користи је искључиво братство манастира.

### Црква светог Архангела Михаила
У југоисточној кули манастирског зида налази се црква посвећена светом Архангелу Михаилу саграђена 1831. године. Сам зид који је опасавао манастир изграђен је 1760. године. Током Другог светског рата срушена је до темеља, а делимично је обновљена током 1950-их година. Купола је наново изграђена током рестаурације 2010—2013, а планирано је да се у будућности изводе радови на уређењу унутрашњости.
- Примери
- Црква Неопалимаја купина
- Црква Архангела Михаила
- Орловски конак